# KBC Night of Athletics 2010
KBC Night of Athletics 2010 – mityng lekkoatletyczny, który odbył się 10 lipca w belgijskim Heusden-Zolder. Zawody zaliczane był do cyklu European Athletics Outdoor Premium Meetings.

## Rezultaty

### Mężczyźni
| Konkurencja:                  | 1. miejsce               | Wynik         | 2. miejsce         | Wynik       | 3. miejsce        | Wynik      |
| Bieg na 100 m                 | Wout Verhoeven           | 10.68         | Frederik Claes     | 10.91       | Jens Verhelst     | 10.97 PB   |
| Bieg na 200 m                 | Mario Forsythe           | 20.43 PB      | Xavier Carter      | 20.47       | Jared Connaughton | 20.65      |
| Bieg na 800 m                 | David Rudisha            | 1:41.51 AR PB | Bilal Mansour Ali  | 1:44.95 SB  | Nadim Mansour     | 1:46.97 SB |
| Bieg na 1500 m                | Daniel Kipchirchir Komen | 3:32.16 SB    | Ismael Kombich     | 3:33.31 PB  | AJ Acosta         | 3:36.48 PB |
| Bieg na 5000 m                | Jacob Chesari            | 12:59.72 PB   | Josephat Menjo     | 13:00.67 PB | Leonard Komon     | 13:17.32   |
| Bieg na 3000 m z przeszkodami | Brahim Taleb             | 8:17.71 SB    | Abdellatif Chemlal | 8:18.36     | Hillary Yego      | 8:19.50 PB |
| Skok o tyczce                 | Hendrik Gruber           | 5.70 PB       | Jeremy Scott       | 5.60        | Kevin Rans        | 5.40 SB    |
| Rzut oszczepem                | Jakub Vadlejch           | 78.57         | Peter Esenwein     | 76.50       | Tom Goyvaerts     | 76.46      |

### Kobiety
| Konkurencja:               | 1. miejsce        | Wynik      | 2. miejsce          | Wynik      | 3. miejsce         | Wynik         |
| Bieg na 100 m              | Frauke Penen      | 11.65      | Anne Zagré          | 11.93      | Cynthia Bolingo    | 12.09         |
| Bieg na 200 m              | Me’Lisa Barber    | 23.18      | Olivia Borlée       | 23.32      | Oludamola Osayomi  | 23.44 SB      |
| Bieg na 400 m              | Shereefa Lloyd    | 51.48 SB   | Moushaumi Robinson  | 51.49 SB   | Clora Williams     | 52.72         |
| Bieg na 800 m              | Jenna Wyns        | 2:10.01 PB | Lotte van den Boom  | 2:10.80 PB | Karin Vintgens     | 2:11.38 PB    |
| Bieg na 1500 m             | Abeba Arigawi     | 4:01.96 PB | Erin Donohue        | 4:03.91 PB | Nikki Hamblin      | 4:05.93 NR PB |
| Bieg na 110 m przez płotki | Damu Cherry       | 12.67      | Kellie Wells        | 12.93      | Eline Berings      | 13.14         |
| Skok wzwyż                 | Ariane Friedrich  | 2.02 SB    | Tia Hellebaut       | 1.95       | Wiktorija Stiopina | 1.92          |
| Skok o tyczce              | Rianna Galiart    | 4.25 SB    | Fanny Smets         | 4.00       | Yvette Caldenhove  | 4.00          |
| Pchnięcie kulą             | Melissa Boekelman | 17.96      | Christina Schwanitz | 17.69      | Sophie Kleeberg    | 16.50         |